# Francis Magalona
Francis Magalona,  noto anche come FrancisM, Master Rapper, The Man From Manila, Kiko, The Mouth o The Filipino King of Rap (Manila, 4 ottobre 1964 – Pasig City, 6 marzo 2009), è stato un rapper, cantautore e attore filippino.
Considerato da molti il re del rap filippino, è annoverato tra le leggende musicali dell'arcipelago. È stato uno dei primi rapper filippini, se non il primo in assoluto, ed ha contribuito alla diffusione di questo genere musicale nell'arcipelago. Era noto anche nella tv: oltre a fare l'attore ha presentato anche vari show tra i quali MTV Asia e Eat Bulaga!. Magalona è morto sette mesi dopo essere stato diagnosticato con una forma acuta di leucemia. Dopo la sua morte è stato premiato con vari riconoscimenti postumi, in particolare gli è stata tributata una medaglia per la sua "brillantezza musicale ed artistica" ed il suo grande attaccamento alla nazione filippina, che è servito da ispirazione a molte persone.

## Biografia
Francis M è nato il 4 ottobre 1964 a Manila, ottavo dei nove figli di Pancho Magalona e Tita Duran, entrambi famosi attori degli anni quaranta e cinquanta. Suo nonno, Enrique Magalona, ha fatto parte del Senato delle Filippine dal 1946 al 1955. Dopo aver frequentato la Don Bosco Technical College di Mandaluyong City dal 1978 al 1981, ha continuato gli studi al San Beda College di Manila dal 1981 al 1984.
Con una famiglia nota al pubblico filippino e dei genitori famosi, Francis ha iniziato a praticare break dance negli anni ottanta, per intraprendere in seguito le orme del padre, diventando un attore. Ha preso parte a molti film filippini di quel decennio, come Bagets 2. Ciononostante ha attirato maggiore attenzione nel suo ruolo da DJ/rapper nello show Lovely Ness, andato in onda sulla rete IBC-13.
Magalona ha conosciuto la sua futura moglie Pia Arroyo in una festa in discoteca organizzata dal regista Ishmael Bernal.. I due si sono sposati nel 1985. La coppia ha avuto otto figli, due dei quali provenienti da una passata relazione di Pia: Unna, Nicolo, Francis Jr. (Frank), Elmo, Clara, e le personalità televisive Maxene, Saab e Arkin, che sono entrati nel mondo del cinema dopo la morte del padre.

## Discografia
PolyEast Records
- 1989 Francis M.
- 1990 Yo!
- 1990 Mga Kababayan (E.P. Dance Remix)
- 1990 Gotta Let 'Cha Know (E.P.)
- 1992 Rap is FrancisM
- 1993 Meron akong ano! (in italiano "Ho qualcosa!")

Sony BMG Music Philippines
- 1995 Freeman
- 1996 Happy Battle
- 1998 The Oddventures of Mr. Cool
- 1999 Interscholastic
- 2001 Freeman 2
- 2002 The Best of FrancisM
- 2004 "Pambihira Ka"

Altro
- 2008 F Word
- 2009 The Sickos Project